# Strophioblachia fimbricalyx
Strophioblachia es un género monotípico perteneciente a la familia de las euforbiáceas. Su única especie: Strophioblachia fimbricalyx, se encuentra en el sudeste de Asia.

## Descripción
Es un pequeño arbusto a arbolito, monoico con indumento formado por pelos simples, glabrescentes. Las estípulas ausentes, pero las brácteas de las yemas axilares persistentes y estípulas perfectas, glabras a cartácea peludo, dura. Hojas simples, alternas, no pecíoladas con las hojas panduriformes a cordadas a obovadas, parecida al papel, simétricas,  base redondeada, margen entero, plano; ápice acuminado a caudado. Inflorescencias en racimos terminales  ya sea estaminadas (con un máximo de más de 10 flores, o pistiladas (hasta 5 flores). Flores actinomorfas, con los pétalos más cortos que los sépalos. Fruto de 3 - (o 4 -) lóbulos, dehiscente. Semillas generalmente 3 por fruto.

## Distribución
Se encuentra en el sudeste de Asia en China, Tailandia, Camboya, Vietnam y Malasia, Filipinas y Sulawesi.

## Propiedades
Tres glucósidos han sido encontrados en la parte aérea de Strophioblachia fimbricalyx.

## Taxonomía
Strophioblachia fimbricalyx fue descrita por  Jacob Gijsbert Boerlage y publicado en Handleiding tot de Kennis der Flora van Nederlandsch Indië 3(1): 236, 284. 1900.
Sinonimia
- Blachia glandulosa Pierre ex Pax
- Strophioblachia fimbricalyx var. cordifolia (Airy Shaw) H.S.Kiu
- Strophioblachia fimbricalyx var. efimbriata Airy Shaw
- Strophioblachia glandulosa Pax
- Strophioblachia glandulosa var. cordifolia Airy Shaw
- Strophioblachia glandulosa var. tonkinensis Gagnep.[4][5]